# Henri Leclerc (médecin)
Pour les articles homonymes, voir Henri Leclerc et Leclerc.
Henri Leclerc, né le 5 octobre 1870 à Paris 9e et mort à Paris 17e le 15 mars 1955, est un médecin et écrivain français, spécialiste des plantes médicinales et inventeur du mot phytothérapie en 1913.

## Biographie

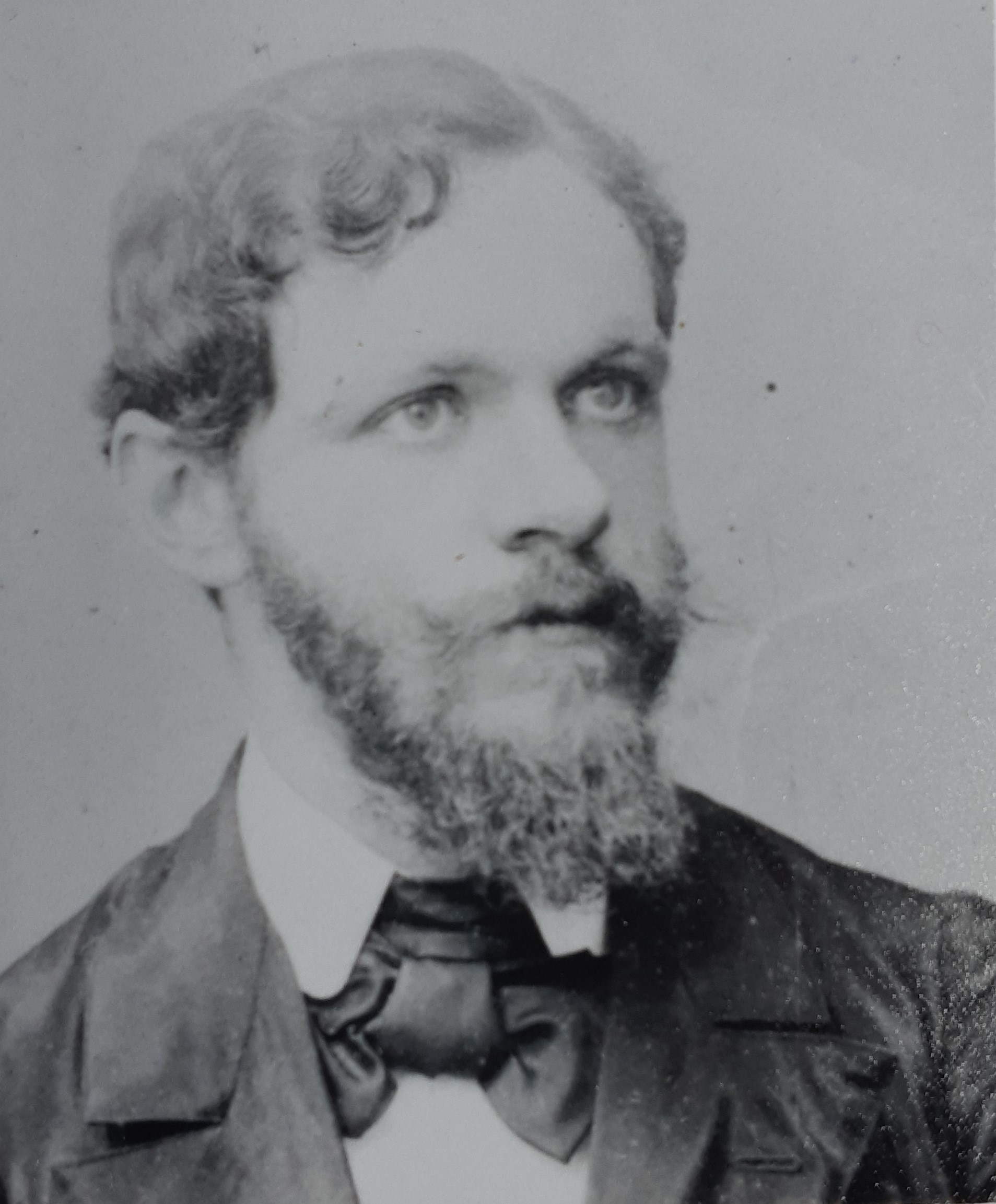
Henri Leclerc.

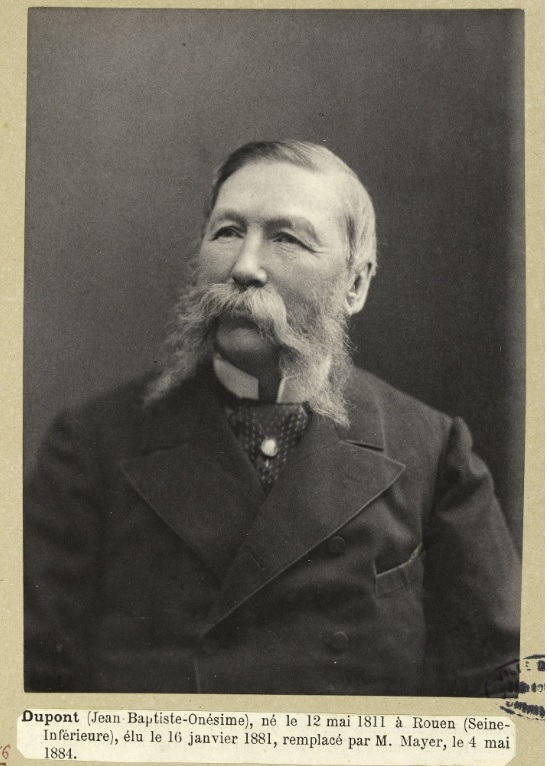
Jean Baptiste Onésime Dupont.

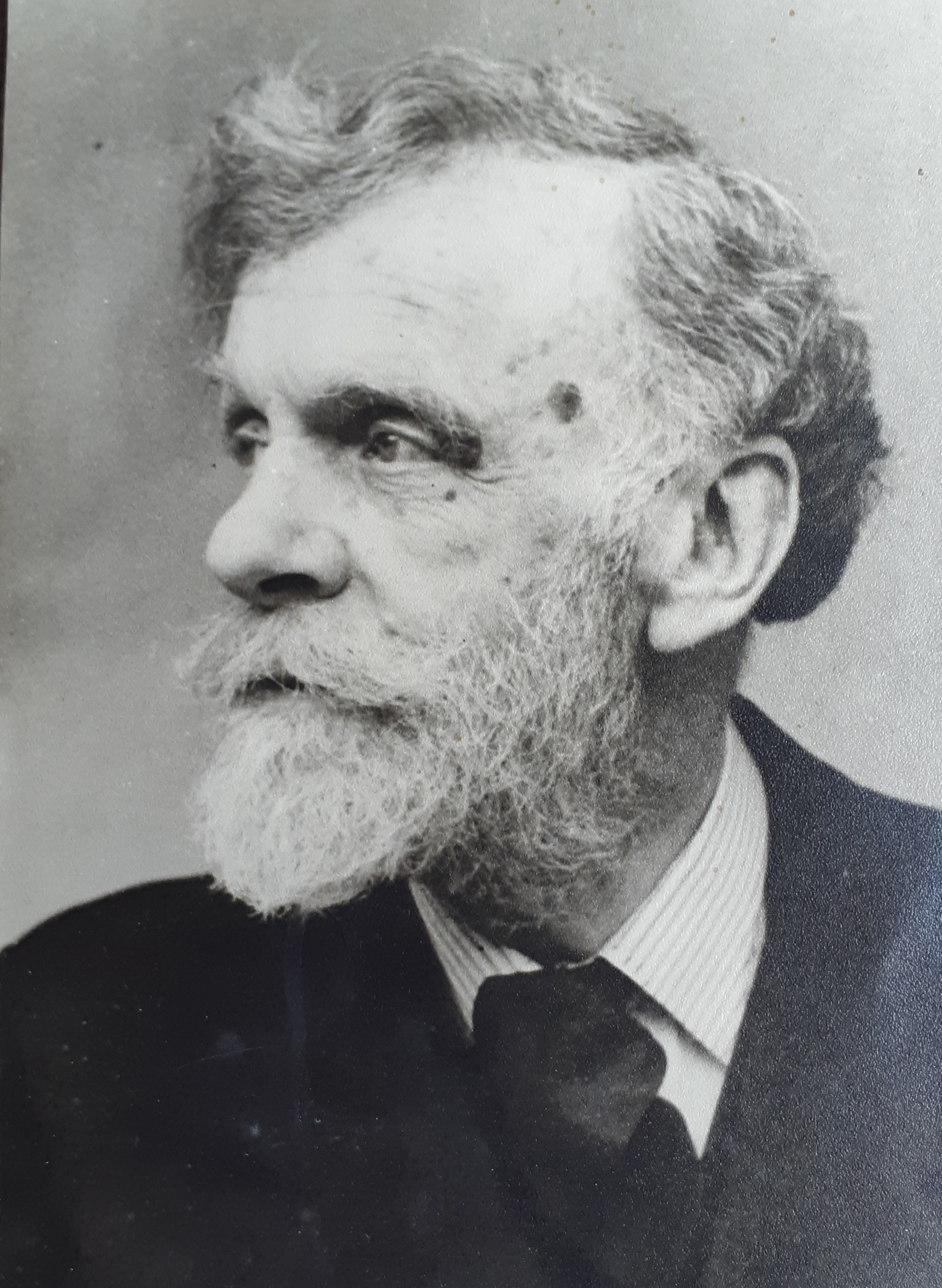
Henri Leclerc âgé.

Henri Leclerc naît le 5 octobre 1870 à Paris, fils de Georges Ernest Leclerc (1839-1912) et de Louise Léonie Brulley (1837-1921).

### Jeunesse: formation scientifique et conversion
Élève au lycée Henri-IV, rue Clovis à Paris, Henri Leclerc eut pour condisciples, avec Léon Blum dont il resta l’ami, Marcel Guillemot et celui qui devint le Très Révérend Père Louis, Provincial des Dominicains de France. Il fut initié aux « Lettres » latines et grecques, mais aussi à l’hébreu, par son « parrain », Jean-Baptiste-Onésime Dupont, agrégé de Lettres, professeur de rhétorique de l'Université de Paris, Franc-Maçon anticlérical qui avait été Conseiller municipal de la courte « Mairie de Paris » sous l’éphémère « Seconde République » de 1848.
Henri Leclerc désigne comme "primum movens" de sa vocation de phytothérapeute le docteur Auguste Soins (né en 1817 à Douai). 
Bien que baptisé, Henri Leclerc fut élevé hors de la religion. Onésime Dupont ne lui fut qu’un parrain laïc. Il ignora tout de la religion (sauf ce qui lui avait appris une paysanne de Samois, près de Fontainebleau, chez qui il passait ses vacances, et les études du latin). C’est donc un événement capital qui survint à la Messe des Rameaux 1895, à Amiens, où l’avait amené le Service Militaire. Simple soldat, il était entré par désœuvrement, dans la Cathédrale à l’heure de la Grand-Messe. Il avait alors entendu chanter en latin le texte de la Passion, bouleversé par le procès et la condamnation d’un innocent auquel la foule avait préféré Barrabas. Les mois suivants, comme l’a raconté dans un texte un peu romancé, son ami, le poète Adolphe Retté (lui aussi converti), il s’était lentement orienté vers un changement de vie. La rencontre d’un prêtre, en l’église Saint Nicolas du Chardonnet de Paris, l’amena à une religion qu’il ne cessa plus de pratiquer avec un grand zèle et un esprit apostolique toujours en éveil, ouvert et accueillant. Peu après, orienté par son ancien condisciple Louis, il devenait Tertiaire de l’Ordre de Saint-Dominique. Il fut aussi, mais plus tard, à Paris « Officier » des « Bénédictines » de la rue Monsieur (« dont l’admirable liturgie se mariait à une céleste musique »).

### Un médecin de campagne
En 1895 il obtient sa thèse de docteur en médecine. Il s'installe en 1896 comme médecin à Chars puis à Chaumont en Vexin où il se forme avec un goût très vif pour les techniques rurales et végétales.
Ses engagements traduisent déjà un esprit universel : médecin de la Gendarmerie de Chaumont entre 1896 et 1908, il est aussi sur la même période médecin de l'assistance médicale gratuite.

Dans son eulogie publiée en juin 1955 dans la Revue d'Histoire de la Pharmacie, Eugène-Humbert Guitard écrit  
Étudiant en médecine, il s'était lié avec Huysmans et Verlaine. Il se fit d'abord médecin de campagne et ne s'établit à Paris qu'en 1908. Il y conquit très vite une clientèle des plus huppées, tandis qu'il soignait en même temps avec un dévouement affectueux une foule de pauvres gens dont il n'acceptait aucun salaire 
Il exerce en tant que médecin à Paris à partir de 1908. Il utilisait dans sa pratique, après les avoir validées, des recettes de botanique médicale des ouvrages anciens.

### Médecin militaire
Bien que réformé en 1903, Henri Leclerc est réintégré à sa demande en 1914, jusqu'à sa démobilisation en 1919, au grade de Médecin-Major, et est affecté successivement aux États-Majors des généraux Foch et de Castelnau. Sa nomination dans l'Ordre National de la Légion d'Honneur mentionne : 
En portant un blessé dans ses bras en septembre 1914, a contracté une piqûre septique ayant engendré une infection généralisée avec néphrite dont il ne s'est jamais complètement remis.

### Histoire familiale
Henri Leclerc épouse le 1er mai 1899 Marie Foucher, à Paris, fille de Louis Foucher, propriétaire de la chocolaterie Foucher, et de Clémence Clérisse. Il a comme témoin notamment Jean Charcot.
De leur union naît une unique enfant, Anne-Marie (1900-1987).
Il épouse en secondes noces Simone Demory le 23 décembre 1946, à Paris.
Il est enterré au cimetière du Père Lachaise, dans le caveau de la famille Demory.

## Le phytothérapeute
Henri Leclerc publie de nombreux articles dans la revue La Presse médicale, qui aboutissent à son livre Précis de phytothérapie  publié en 1922. Eric Frederick William Powell a introduit le mot phytothérapie en anglais en 1934 et Rudolf Fritz Weiss (de) en allemand un peu plus tard. Il faisait la différence entre une phytothérapie à orientation scientifique et une phytothérapie traditionnelle. Il est considéré comme un grand technicien et un grand historien des simples et de la phytothérapie. Il fonda en 1937 la Revue de phytothérapie.
Cette revue lui consacre une nécrologie, par la plume de son petit-fils, le docteur Roger Verley.
L’Académie française lui décerne le prix Lefèvre-Deumier en 1953 pour son ouvrage Similitudes et Contrastes.

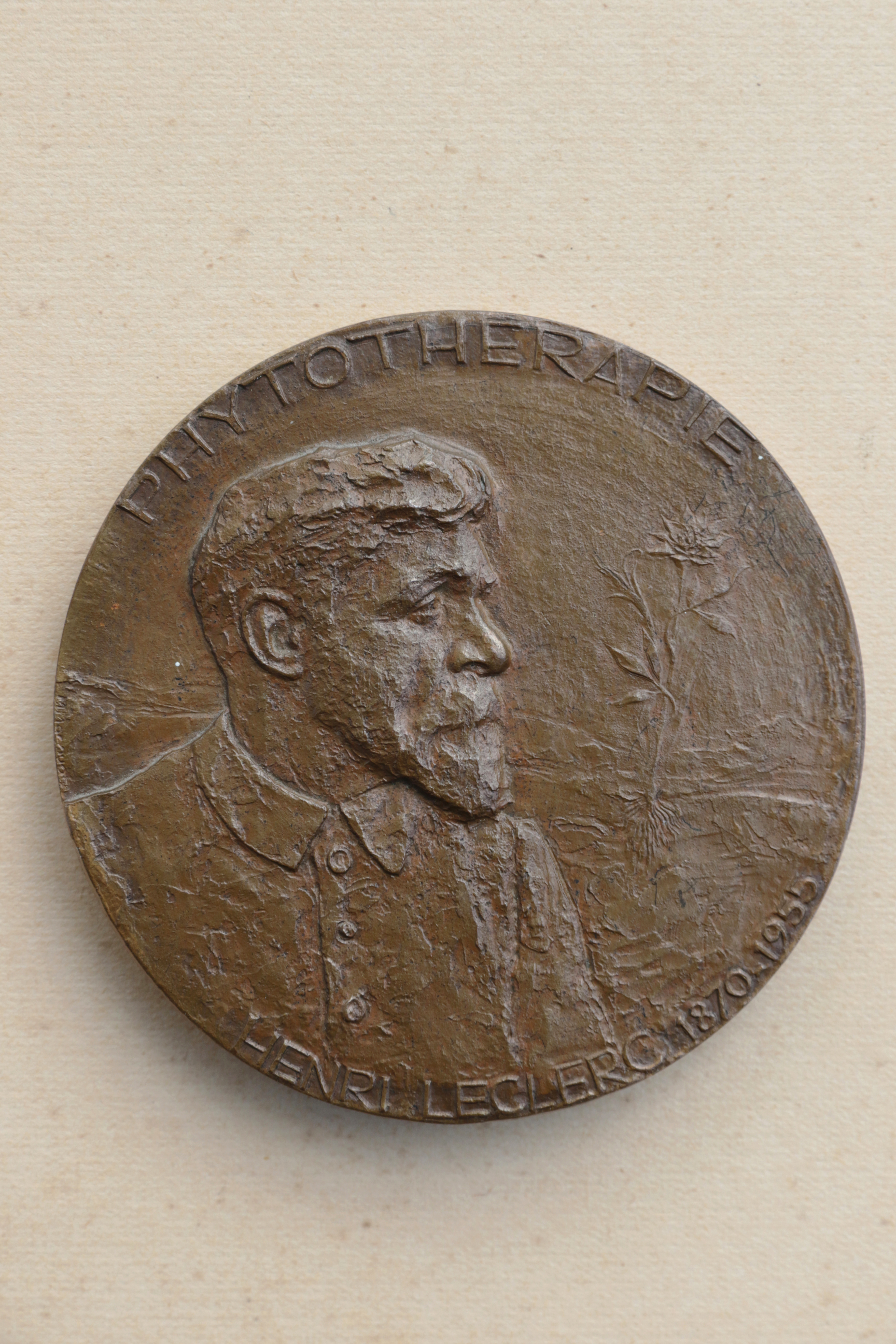
Médaille de la Monnaie de Paris à l'effigie de Henri Leclerc

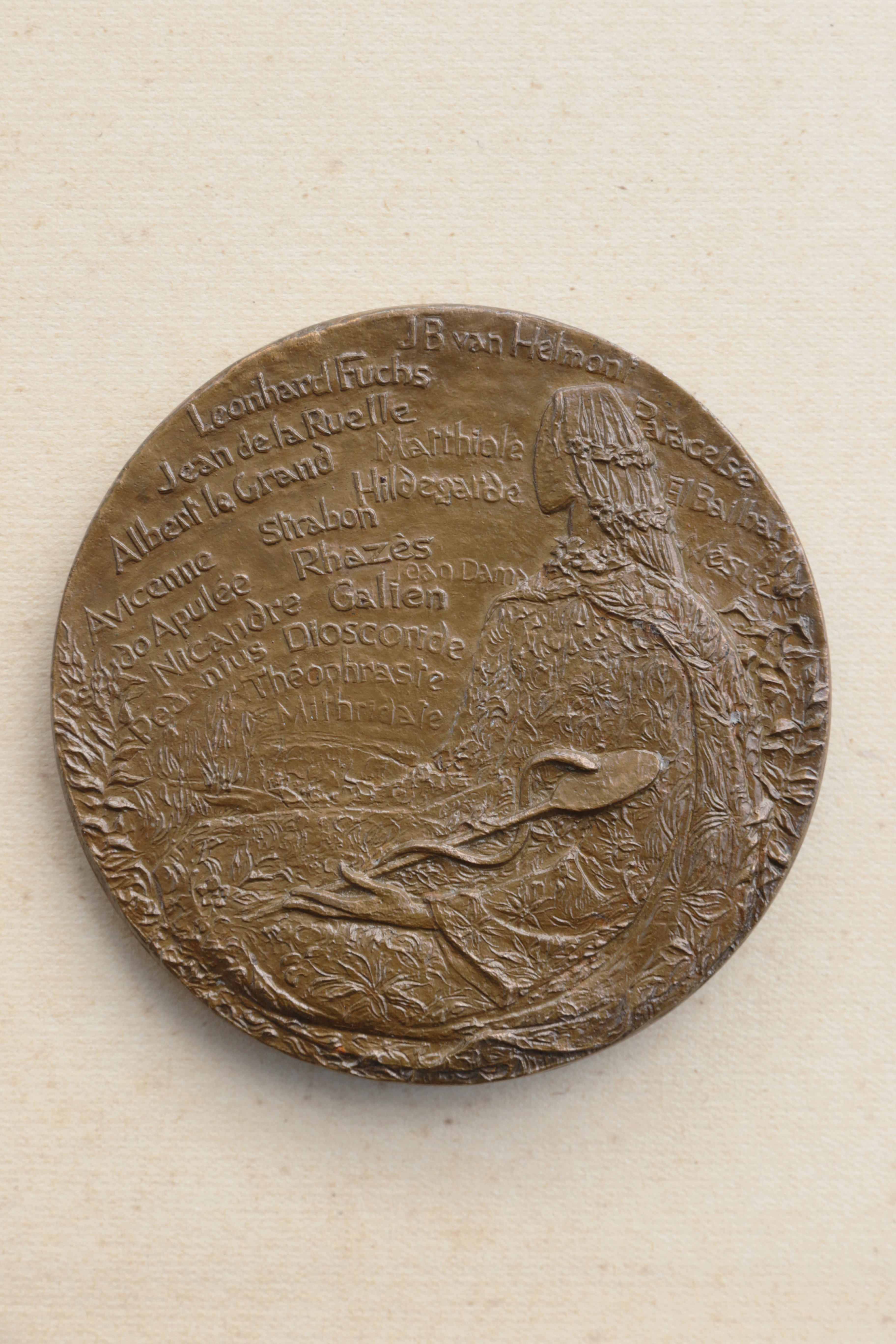
Médaille de la Monnaie de Paris en mémoire de Henri Leclerc

En 1977, la Monnaie de Paris édite une médaille à sa mémoire et à la gloire de la phytothérapie.

## Ouvrages principaux

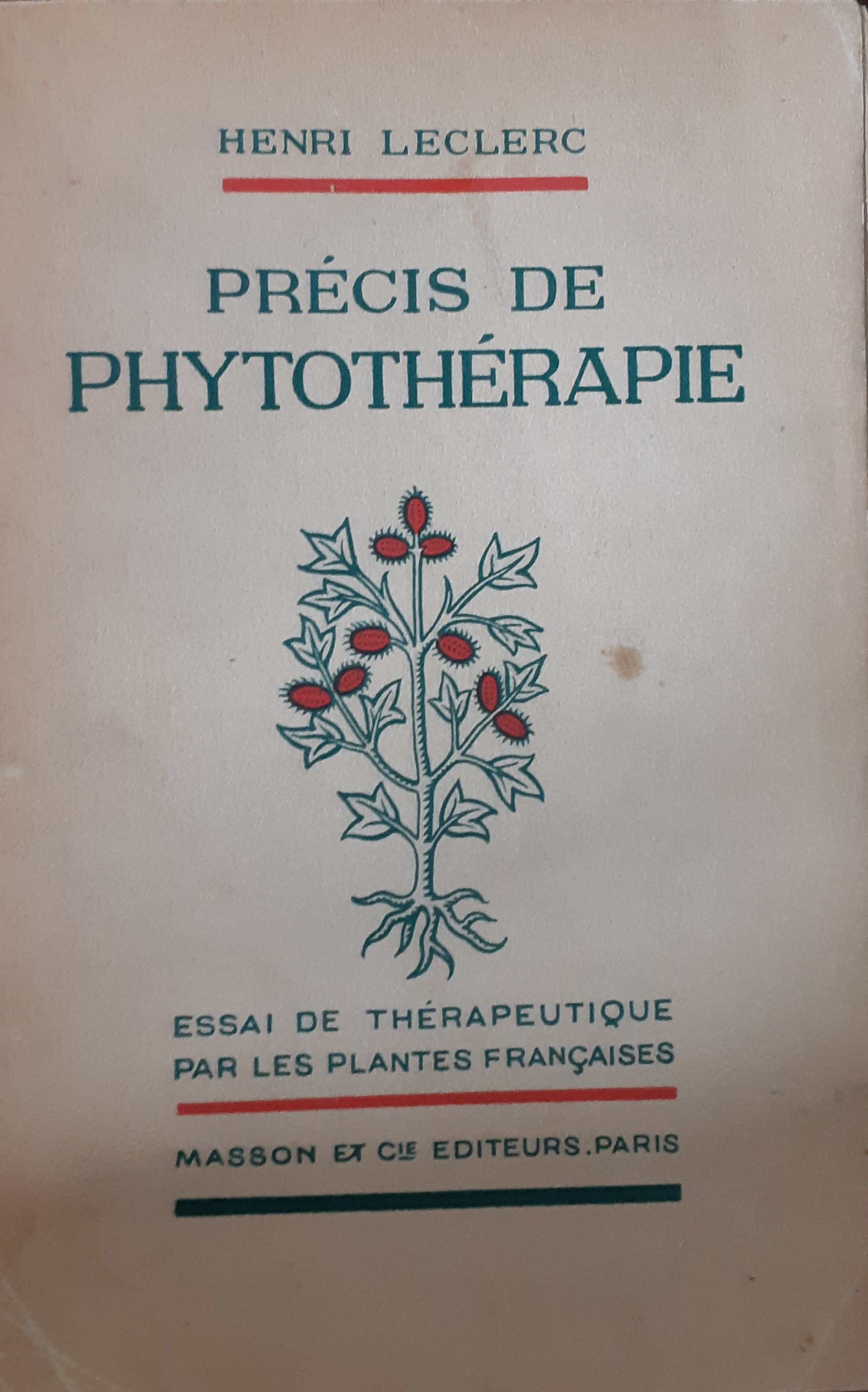
Précis de phytothérapie, 1922.

### Précis de phytothérapie

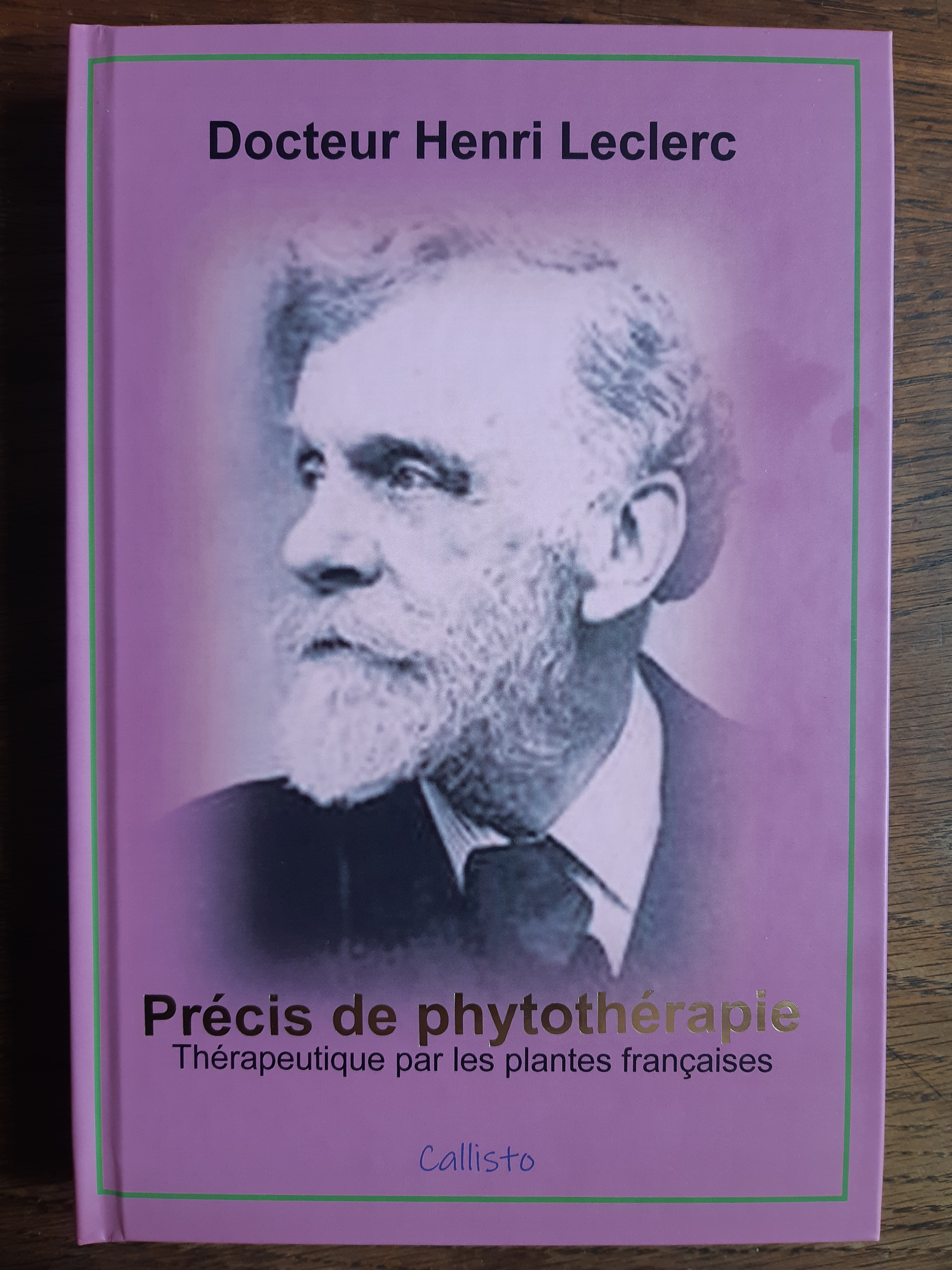
Edition 2024 du Précis de Phytothérapie

Ce Précis est l'aboutissement de nombreuses publications concernant les simples dans la Revue Médicale. Après une rapide mais riche préface, les plantes y sont étudiées en fonction des propriétés des remèdes qu'elles permettent de composer.

#### Livres
- Précis de phytothérapie, Essais de thérapeutique par les plantes françaises, Paris, Masson, 1922[10], 1954 (4e éd. revue et augmentée), 1983 (5e éd. 363p), 2024 (Callisto)

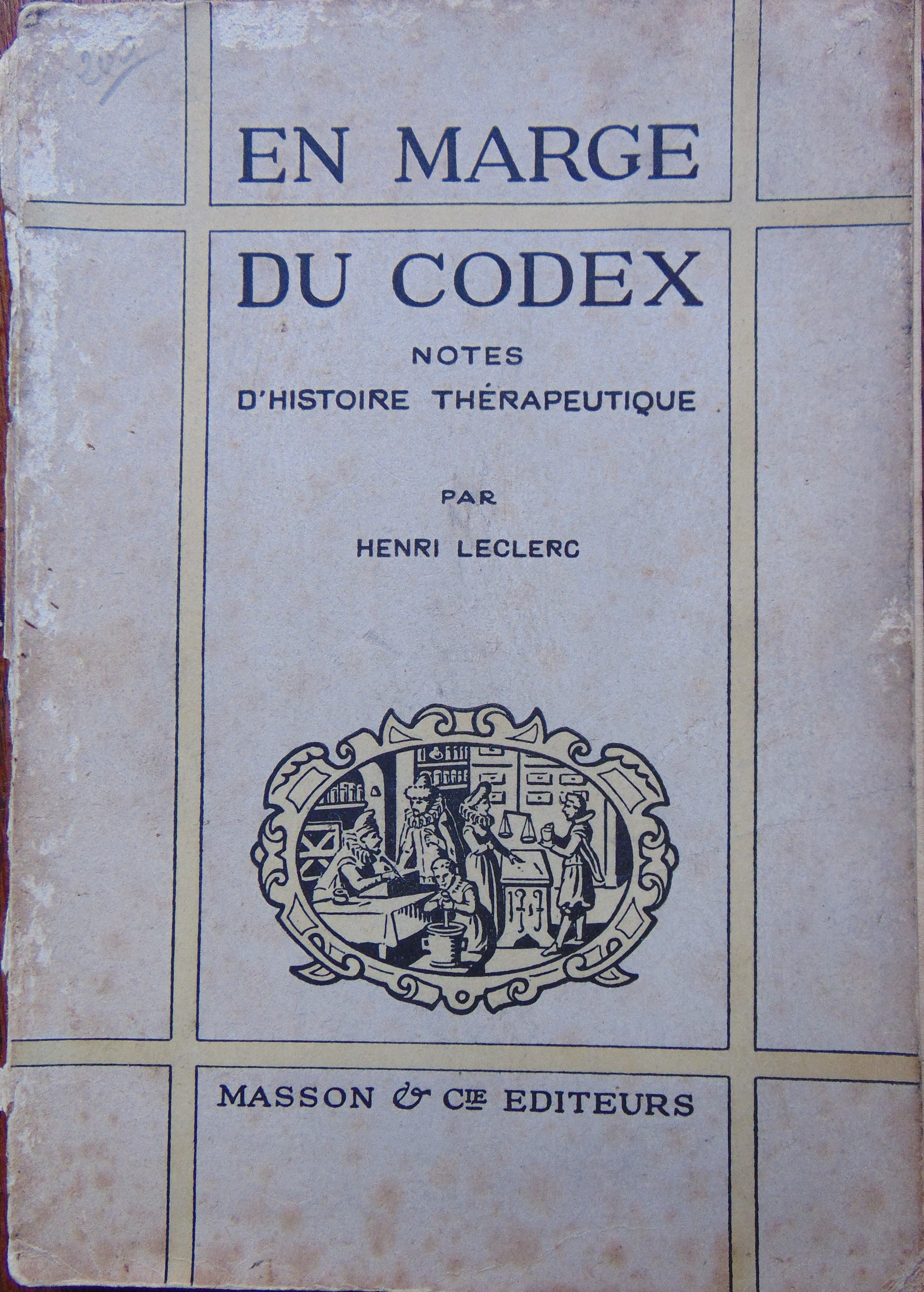

- En marge du Codex, Notes d'Histoire Thérapeutique, Masson, Paris, 1924
- Les Fruits de France, Historique, diététique et thérapeutique, Masson et Cie, éditeurs, Paris 1925
- Les Fruits de France et les principaux Fruits des Colonies, 2e édition, Amédée Legrand, éditeur, Paris, 1925
- Les Légumes de France, Leur histoire, leurs usages alimentaires, leurs vertus thérapeutiques, Amédée Legrand, éditeurs 1927
- Les Epices, plantes condimentaires de la France et des Colonies, Leur histoire, leurs usages alimentaires, leurs vertus thérapeutique, Masson & Cie éditeurs, 1929
- Similitudes et contrastes, (Sonnets), ouvrage couronné par l'Académie française, 1935

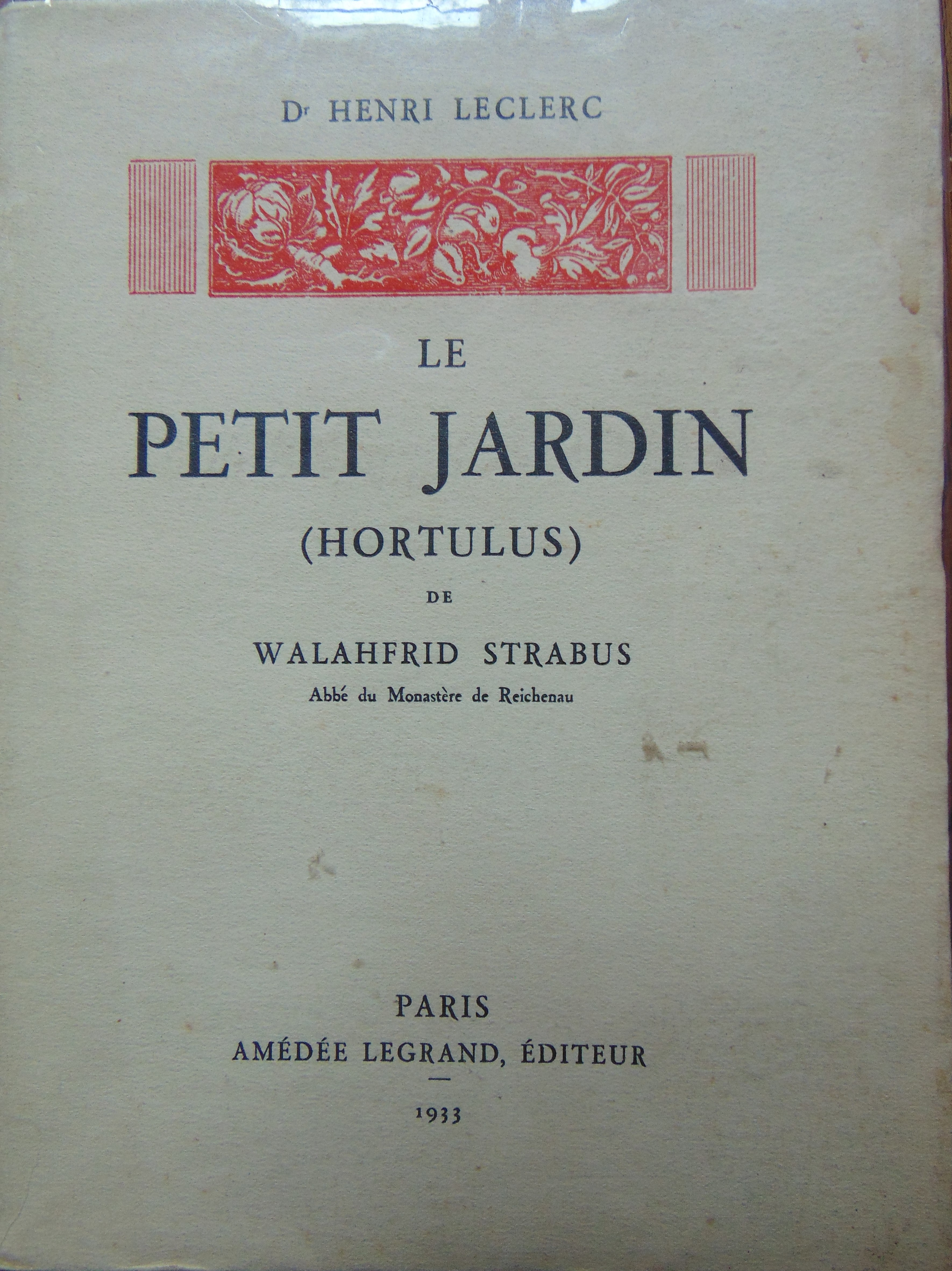
"Le petit jardin", ed. Amédée Legrand, 1933

- "Le petit jardin", ed. Amédée Legrand, 1933Le Petit Jardin (Hortulus). De Walahfrid Strabus, texte latin et traduction française précédés d'une étude sur la vie et sur les œuvres poétiques de l'auteur et accompagnés de commentaires, Impr. Hérissey, 1936
- Guérir par les plantes, en collaboration avec le Dr Roger Verley-Leclerc, interne des hôpitaux, Illustrations de C. Rittaud, Editions de l'ami, 1954

## Distinctions
- Titulaire de la Médaille de l'Yser
- Officier d'Académie, 1919
- Chevalier de la Légion d'honneur (25 février 1927)
- Officier du Mérite Agricole, 1931
- Commandeur du Nicham Iftikar de Tunis, 1932
- Officier de la Légion d'Honneur (24 janvier 1935)